# Colonia Bod, Brașov
Colonia Bod este un sat în comuna Bod din județul Brașov, Transilvania, România.